# Disney's Friends for Change
Disney's Friends for Change ou Amigos Transformando o Mundo, (também referida como Friends for Change: Project Green) é uma iniciativa que começou no verão de 2009. As estrelas da Disney discutem sobre questões ambientais na campanha.
Demi Lovato, Jonas Brothers, Selena Gomez e Miley Cyrus estão entre as estrelas nos videos de divulgação da campanha, de 30 segundos a 2 minutos de duração, atualmente divulgados no Disney Channel, que explicam como as crianças podem ajudar a preservar o planeta Terra e dizer-lhes para ir com os Amigos para a Mudança. Como parte da iniciativa, as crianças terão a possibilidade de escolher como Disney vai investir US$ 1 milhões em programas ambientais. Nos EUA essa iniciativa foi iniciada em 2009 e no Brasil estreou em 2010.

## Estrelas que participam da iniciativa
| Estrela              | Série/Filme                                                                                  |
| -------------------- | -------------------------------------------------------------------------------------------- |
| Thays Gorga          | Zapping Zone                                                                                 |
| Daniel Bianchin      | Zapping Zone                                                                                 |
| Bruno Heder          | Zapping Zone                                                                                 |
| Moises Arias         | Hannah Montana & Dadnapped                                                                   |
| Allisyn Ashley Arm   | Sonny with a Chance & So Random!                                                             |
| Mia Talerico         | Good Luck Charlie                                                                            |
| Bridgit Mendler      | Good Luck Charlie, Wizards of Waverly Place & Lemonade Mouth                                 |
| Jake T. Austin       | Wizards of Waverly Place & Wizards of Waverly Place: The Movie                               |
| Doug Brochu          | Sonny with a Chance & So Random!                                                             |
| Miley Cyrus          | Hannah Montana & Hannah Montana: The Movie                                                   |
| Hutch Dano           | Zeke & Luther                                                                                |
| Jason Dolley         | Good Luck Charlie , Hatching Pete & Cory in the house                                        |
| Jason Earles         | Hannah Montana, Kickin' It, & Dadnapped                                                      |
| Selena Gomez         | Wizards of Waverly Place, Wizards of Waverly Place: The Movie, & Princess Protection Program |
| David Henrie         | Wizards of Waverly Place, Wizards of Waverly Place: The Movie, & Dadnapped                   |
| Adam Hicks           | Zeke & Luther, Lemonade Mouth & Par de Reis                                                  |
| Joe Jonas            | JONAS, Camp Rock, & Camp Rock 2: The Final Jam                                               |
| Kevin Jonas          | JONAS, Camp Rock, & Camp Rock 2: The Final Jam                                               |
| Nick Jonas           | JONAS, Camp Rock, & Camp Rock 2: The Final Jam                                               |
| Sterling Knight      | Sonny with a Chance, Starstruck & So Random!                                                 |
| Daniel Curtis Lee    | Zeke & Luther                                                                                |
| Zendaya              | Shake It Up & K.C. Undercover                                                                |
| Bella Thorne         | Shake It Up                                                                                  |
| Laura Marano         | Austin & Ally & Bad Hair Day                                                                 |
| Ross Lynch           | Austin and Ally, Teen Beach Movie & Teen Beach 2                                             |
| Demi Lovato          | Sonny with a Chance, Camp Rock, Princess Protection Program, & Camp Rock 2: The Final Jam    |
| Mitchel Musso        | Hannah Montana, Phineas and Ferb, PrankStars & Par de Reis                                   |
| Emily Osment         | Hannah Montana, Hannah Montana: The Movie & Dadnapped                                        |
| Debby Ryan           | The Suite Life on Deck, 16 Wishes & Jessie                                                   |
| Zapping Zone         |                                                                                              |
| Doc Shaw             | The Suite Life on Deck, Par de Reis                                                          |
| Brandon Mychal Smith | Sonny with a Chance, Starstruck & So Random!                                                 |
| Brenda Song          | The Suite Life on Deck                                                                       |
| Cole Sprouse         | The Suite Life on Deck & A Modern Twain Story: The Prince and the Pauper                     |
| Dylan Sprouse        | The Suite Life on Deck & A Modern Twain Story: The Prince and the Pauper                     |
| Chelsea Staub        | JONAS & Starstruck                                                                           |
| Jennifer Stone       | Wizards of Waverly Place & Harriet the Spy: Blog Wars                                        |
| Tiffany Thornton     | Sonny with a Chance, Hatching Pete & So Random!                                              |
| Nicole Anderson      | JONAS                                                                                        |

## Músicas
"Send It On"
Para uma maior publicidade foi criada a música "Send it On" que é cantada pelos envolvidos no projeto, Demi Lovato, Jonas Brothers, Miley Cyrus e Selena Gomez. Em 6 de junho de 2009 o videoclipe foi filmado . A canção foi lançada na Rádio Disney, em 7 de agosto de 2009. Toda a que será arrecadada provenientes das compras de música digital pelo iTunes irá para caridade ambiental em todo o mundo. Disney Channel americano estreia o videoclipe no dia 14 de agosto de 2009.No Disney Channel Brasil não há previsão de estreia. No mesmo ano foi lançado a mesma música, porém remixada com estilo Natal, onde o clip mostra os bastidores e confraternizações. O segundo vídeo também não foi lançado no Brasil por enquanto.
"Make a Wave"
"Make a Wave" é um canção gravada em dueto por Joe Jonas e Demi Lovato para o projeto Disney's Friends for Change. A canção foi apresentada pela primeira vez em um show no Epcot Center, no Disney World, em 11 de fevereiro de 2010. Foi lançada como single em 26 de fevereiro de 2010, apenas na Rádio Disney, e liberada para download digital no iTunes em 15 de março de 2010. A canção estará presente no filme Oceans, da Disneynature, que será lançado em 22 de abril de 2010. Todo o dinheiro arrecadado pelo single será usado para ajudar instituições ambientais, através do Disney Worldwide Conservation Fund.
"A Voz"
"A Voz" é uma canção gravada pelo elenco de Quando Toca o Sino (versão brasileira) com a participação de Yasmin Manaia uma das estrelas de Zapping Zone. A Canção foi gravada para o projeto Disney's Friends For The Change. A Canção é a primeira cantada por artistas brasileiros. A Canção estreou com um videoclipe exibido pela primeira vez dia 30 de abril de 2011, no canal Disney Channel.
"We Can Change the World"
"We Can Change the World" é uma canção gravada por Bridgit Mendler de Good Luck Charlie O Clipe foi gravado também para o projeto Friend's For The Change , o vídeo mostra a cantora correndo em um gramado e a letra fala sobre a esperança de um mundo melhor , assim como as outras músicas do projeto.
The McClain Sisters-Rise
"Rise" é uma canção gravada pelas McClain Sister. O vídeo de Rise foi gravado para o projeto Disney's Friends For The Change e também para o projeto Disneynature's Chimpanzee. A canção fala sobre os chimpanzés e ensina a não ter medo de desistir de seus sonhos. Foi lançada em 2012.
"Roam"
"Roam" foi gravada no começo de 2012 por Caroline Sunshine e Tinka Hessenheffer de Shake It Up, com participação de Adam Irigoyen, Davis Cleveland e Kenton Duty. O videoclipe de Roam foi filmado para o projeto Disney Friend's For Change e também para o promover os novos episódios da série.

## Doações
| Doações distribuídas pelo Projeto Green | Doações distribuídas pelo Projeto Green     | Doações distribuídas pelo Projeto Green                                                         | Doações distribuídas pelo Projeto Green |
| Valor*                                  | Organização                                 | Intenção                                                                                        |                                         |
| --------------------------------------- | ------------------------------------------- | ----------------------------------------------------------------------------------------------- | --------------------------------------- |
| $100,000                                | Wildlife Conservation Society               | Para proteger a fauna ártica dos efeitos da mudança climática                                   |                                         |
| $50,000                                 | San Bernardino National Forest Association  | Para ser usado na Floresta da SBNFA's, onde crianças plantarão novas árvores                    |                                         |
| $50,000                                 | Birdlife International e Haribon Foundation | Para proteger as florestas tropicais ameaçadas nas Filipinas                                    |                                         |
| $25,000                                 | CHF International                           | Para diminuir a poluição e o desmatamento através do envio de combustível eficiente para Ruanda |                                         |
| $25,000                                 | ECOLIFE Foundation International            | Para ajudar o fim de desmatamento na floresta Oyamel no México                                  |                                         |
| $10,000                                 | Arbor Day Foundation                        | Para replantar árvores em florestas do estado da Flórida danificadas por incêndios florestais   |                                         |

- Valor em dólares

## Apresentação especial
Um programa de 30 minutos chamado "Lights, Camera, Take Action! Backstage with Disney's Friends for Change" apresentado por Tiffany Thornton foi ao ar no Disney Channel depois da estreia de Wizards of Waverly Place: The Movie. Este programa mostrou os bastidores da gravação das chamadas da campanha.